# Dolní Benešov
Dolní Benešov (dawniej Benešov u Hlučína, niem. Markt Beneschau) − miasto w Czechach, w kraju morawsko-śląskim, historycznie położone na Czeskim Śląsku. Według danych z 31 grudnia 2003 powierzchnia miasta wynosiła 1481 ha, a liczba jego mieszkańców 4314 osób.

## Nazwa
Nazwa dzierżawcza Benešov pochodzi od imienia Beneš, być może od założyciela rodziny szlacheckiej Benešowców, wywodzącej się albo stąd, albo z Benešova w Czechach właściwych. Przymiotnik Dolní dla odróżnienia od prawdopodobnie starszego i ważniejszego miasta Horní Benešov, na zachód od Opawy.
W roku 1613 śląski regionalista i historyk Mikołaj Henel z Prudnika wymienił miejscowość w swoim dziele o geografii Śląska pt. Silesiographia podając jej łacińską nazwę: Benischovia. W alfabetycznym spisie miejscowości na terenie Śląska wydanym w 1830 roku we Wrocławiu przez Johanna Knie miejscowość występuje pod nazwą Beneschau, obok której podana jest forma Beneschowo.

## Historia
Rycerz Beneš z Benešova, wzmiankowany był już w latach 1219–1222 zarówno w Czechach właściwych jak i na Morawach. Jego wnuk Beneš ze Cvilína (Beneš z Lobensteina) bronił ziemi opawskiej w czasach króla Przemysła Ottokara, który założył wówczas w regionie kilka fortyfikacji, w tym prawdopodobnie na miejscu Dolnego Benešova, jednak jako pierwszy wzmiankowano dzisiejszy Horní Benešov, na zachód od Opawy w Sudetach.
Pierwsza wzmianka Dolniego Benešova pochodzi z 1312 roku. W 1337 wymieniono penes Nowym Benessow. W XIV wieku wymieniono również fortyfikacje, które zamieniono z czasem w zamek. W 1493 podniesiony do rangi miasteczka. Po I wojnie śląskiej w 1742 roku wieś przyłączono do Prus. Mieszkańców posługujących się gwarą laską nazywano Morawcami. Z Dolniego Benešova pochodził Cyprián Lelek (1812–1883), katolicki ksiądz i jeden z pierwszych budzicieli czeskości w pruskim dystrykcie kietrzańskim, zwołany do sejmu frankfurckiego podczas Wiosny Ludów. W 1920 roku wraz z tzw. kraikiem hulczyńskim znalazła się w granicach Czechosłowacji.

## Demografia
| Rok             | 1970 | 1980 | 1991 | 2001 | 2003 |
| --------------- | ---- | ---- | ---- | ---- | ---- |
| Liczba ludności | 3694 | 4111 | 4368 | 4370 | 4314 |

Źródło: Czeski Urząd Statystyczny

## Miasta partnerskie
- Santa Maria del Cedro, Włochy
- Rajecké Teplice, Słowacja
- Wilamowice, Polska